# Teheran Tabu
Teheran Tabu (auch: Tehran Taboo) ist eine deutsch-österreichische Koproduktion aus dem Jahr 2017 von Ali Soozandeh. Der Animationsfilm wurde mit realen Schauspielern gedreht und mit Hilfe von Motion Capture und Rotoskopie verfremdet. Die Premiere erfolgte am 20. Mai 2017 im Rahmen der Internationalen Filmfestspiele von Cannes 2017, wo der Film in der Sektion Semaine internationale de la critique gezeigt wurde. In Österreich wurde der Film am 29. Oktober 2017 auf der Viennale gezeigt. Der Kinostart erfolgte in Deutschland am 16. November 2017 und in Österreich am 30. November 2017.

## Handlung
Das Gesellschaftsdrama handelt von den drei selbstbewussten, starken Iranerinnen Pari, Sara und Donya sowie dem jungen Musiker Babak, deren Lebenswege sich in der iranischen Hauptstadt Teheran kreuzen. In der widersprüchlichen, von Patriarchat und Doppelmoral geprägten Gesellschaft prallen tabuisierte Themen wie Sex, Korruption, Prostitution und Drogenmissbrauch auf strenge religiöse Gesetze und Werte. Die Frauen werden dabei zum Spielball religiös verbrämter Unterdrückung. Das Umgehen von Verboten wird zum Alltagssport, das Brechen von Tabus zur individuellen Selbstverwirklichung. So zeigt der Film etwa skrupellose Ärzte, die gegen hohe Zahlungen die Jungfräulichkeit von Frauen wiederherstellen, oder aber auch die Sittenpolizei, die junge Paare verhaftet, wenn sie beim Händchenhalten erwischt werden.
Pari sieht sich zur Prostitution gezwungen, um den Lebensunterhalt für sich und ihren fünfjährigen, stummen Sohn Elias zu verdienen, weil ihr drogenabhängiger Ehemann nicht in die Scheidung einwilligt und im Gefängnis sitzend auch keine Alimente für ihren gemeinsamen Sohn bezahlt. Elias ist auch dann dabei, wenn seine Mutter bei ihren Freiern ist, und beobachtet scheinbar teilnahmslos das Geschehen. Als sie einem Freier in dessen Auto einen bläst, während ihr Sohn auf der Rückbank sitzt, rastet der Fahrer völlig aus, als er auf der Straße seine unverheiratete Tochter entdeckt, die mit einem Mann Händchen hält. Sie trifft einen wohlhabenden Richter, der ihr im Austausch gegen Sex eine Wohnung verschafft. Dort trifft sie auf den Musikstudenten Barak und hilft ihm einen Kredit bei einer Bank zu bekommen.
Die junge Donya muss vor ihrer bevorstehenden Hochzeit nach einem One-Night-Stand mit Babak ihr Jungfernhäutchen wiederherstellen lassen, da sie in wenigen Tagen heiraten wird. Sie verlangt von Babak, dass er die Kosten dafür übernimmt. Als er mit Paris Hilfe das Geld zusammen hat, setzt er sich aber damit ins Ausland ab. Donya enthüllt Pari, dass sie gar keinen Verlobten hat, sondern sich auf einen Menschenhändler eingelassen hat, der iranische Jungfrauen nach Dubai verkauft. Pari gibt ihr etwas Geld, damit sie nach Hause reisen kann.
Hausfrau Sara ist nach zwei Fehlgeburten zum dritten Mal schwanger, würde dennoch gerne wieder als Lehrerin arbeiten, benötigt dafür aber das Einverständnis ihres Mannes. Sie leidet unter ihrem repressiven Ehemann und lebt gehorsam mit ihm und dessen Eltern die traditionellen Werte der iranischen Gesellschaft und in demselben Haus, in das auch Pari gerade mit ihrem Sohn gezogen ist. Die beiden Frauen freunden sich an, Pari erzählt ihr, sie arbeite in einem Krankenhaus in der Notaufnahme. Sara passt hin und wieder auf Elias auf. Als die beiden eines Abends Wein trinken, macht Pari von Saras Handy aus einen Scherzanruf bei ihrem Hausmeister Joseph und spielt ihm vor, sie würde sich gerne mit ihm zum Sex treffen. Die Situation wird ernst als am nächsten Tag der Hausmeister Anzeige erstattet und die Behörden sich auf die Suche nach der "Hure im Haus" machen, indem sie den Anruf zurückverfolgen. Sara sagt Pari nichts von der Situation. Der Hausmeister weiß inzwischen, dass der Anruf von Saras Handy kam und erpresst ihren Mann, der bei einer Bank arbeitet, um einen Kredit. Dieser stellt Sara vor Elias Augen zur Rede und beschuldigt sie, sie würde mit allen Männern in der Nachbarschaft schlafen. Sara enthüllt ihm gegenüber, dass die beiden gescheiterten Schwangerschaften keine Fehlgeburten waren, sondern sie heimlich abgetrieben hat. Er verlangt von ihr, dass sie das Haus verlassen soll. Sara bringt Elias zurück zu Pari, besorgt sich anschließend Drogen und stürzt sich im Rausch vom Dach des Hauses.

## Produktion
Die Dreharbeiten fanden vom 19. Mai bis zum 25. September 2015 statt, gedreht wurde in Wien. Unterstützt wurde der Film vom Österreichischen Filminstitut, dem Filmfonds Wien und Filmstandort Austria, dem Deutschen Filmförderfonds, der Filmstiftung Nordrhein-Westfalen und der Filmförderung Hamburg Schleswig-Holstein, beteiligt waren der Österreichische Rundfunk und das ZDF. Produziert wurde der Film von der Hamburger Little Dream Entertainment GmbH, Koproduzent war die österreichische coop99. Für das Kostümbild zeichnet Erika Navas und für die Maske Wiltrud Derschmidt verantwortlich. Der Film ist der erste Langfilm des in Deutschland lebenden iranischen Filmemachers Ali Soozandeh. Die Schauspieler wurden zunächst in Wien vor einem Greenscreen gefilmt, bevor das Material mit Hilfe von Motion Capture und vor allem der Rotoskopie, die zuvor unter anderem bei A Scanner Darkly – Der dunkle Schirm zum Einsatz kam, verfremdet wurde.

## Rezeption
Christoph Petersen urteilte auf Filmstarts: „Man merkt dem animierten Ensemble-Drama in jeder Sekunde an, wie sehr den Machern ihr aufklärerisches Thema am Herzen liegt – das zeigt sich in der kraftvoll-engagierten Erzählweise, aber eben auch daran, dass der Film vor allem zu Beginn überladen wirkt.“ Die Tageszeitung Kurier meinte: „Soozandeh hat die vielen sexuellen Tabus der islamischen Republik und die Korruption der iranischen Behörden in eine spannende Geschichte verpackt, die als individuelles Drama, oder als hochpolitisch aufgeladene Metapher gelesen werden kann. […] Die Animation erweist sich für diesen Film als schlaue Wahl, weil sie dem Zuschauer gerade genug Abstand ermöglicht, um das sexuell und politisch aufgeladene Thema leichter verdauen zu können.“ Ideologisches Ansinnen in Verbindung mit der speziellen Tricktechnik der Rotoskopie hat auch der Medienwissenschaftler Markus Kügle im Bannkreis der Relationen von Animation
und Dokumentation aufgegriffen, als ein produktives Konzept für die Diskussion
dokumentarisierender Gesten in animierten Dokumentarfilmen.

## Festivals, Auszeichnungen und Nominierungen (Auswahl)

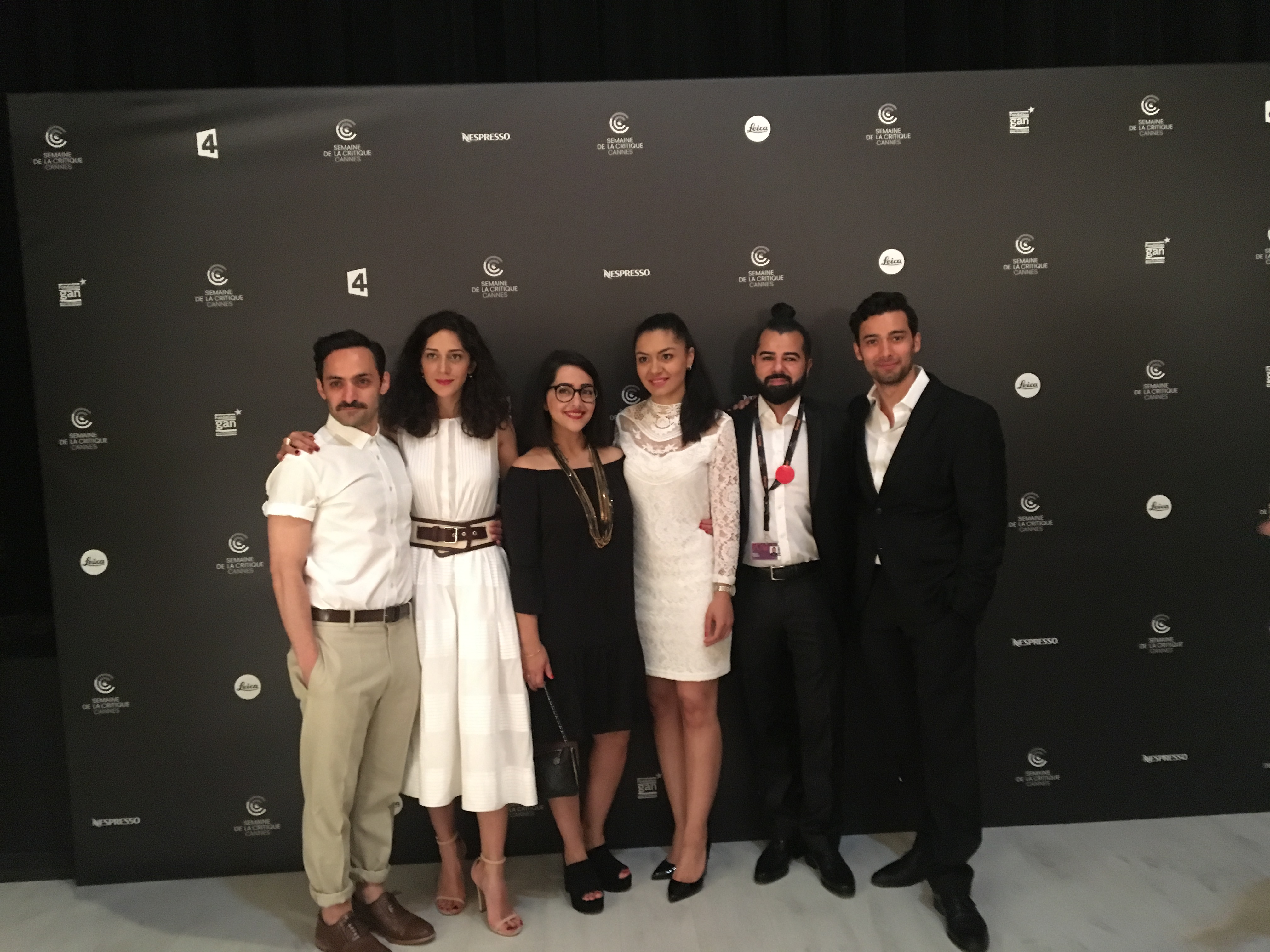
Der Cast von Tehran Taboo bei den Internationalen Filmfestspielen in Cannes 2017

- 2017: Internationale Filmfestspiele von Cannes – Nominierung für die Caméra d’Or und den „Critics’ Week Grand Prize“[4]
- 2017: Festival d’Animation Annecy – Nominierung für den Feature Film Award
- 2017: Sydney Film Festival
- 2017: Jerusalem Film Festival – FIPRESCI-Preis in der Kategorie Best International First Feature[11]
- 2017: Filmkunstmesse Leipzig
- 2017: Fernsehfilmfestival Baden-Baden – Auszeichnung mit dem MFG-Star[12]
- 2018: Deutscher Filmpreis – Nominierung in der Kategorie Beste Filmmusik

Der Film war eine von elf deutschen Einreichungen für die Oscarverleihung 2019 für die Kategorie des besten fremdsprachigen Films.